# イクゼ、バンド天国!!
『イクゼ、バンド天国!!』（イクゼバンドてんごく）は、2016年（平成28年）11月4日から2017年3月31日まで、BS-TBSにて放送されていた音楽番組である。放送時間は毎週金曜日の23:30 - 翌0:00（JST）。

## 概要
イカ天の後継番組であり、バンドオーディション番組である。
スポンサーであるTSUTAYAの10地域カンパニーが推薦する各地域代表のミュージシャンやバンドが勝ち抜きバトルを繰り広げ、3週勝ち抜くと「イク天キング」となる。2017年3月までに歴代「イク天キング」の中から、最終的に「グランドイク天キング」を決定する。初代グランドイク天キングはTHE ZUTAZUTAZ。

## 出演
MC
- 古坂大魔王
- 大石参月

## 放送内容
| 回 | 放送日         | バトル | 出演バンド                                                                            |
| -- | -------------- | ------ | ------------------------------------------------------------------------------------- |
| 1  | 2016年11月04日 |        |                                                                                       |
| 2  | 2016年11月11日 | 1,2    | 鏡トナリ、おやすみアトム、BabySitter                                                  |
| 3  | 2016年11月18日 | 3,4    | 鏡トナリ、ゼーゼーハーハー、Deepfunkun、ASTLOGY                                       |
| 4  | 2016年11月25日 | 5,6    | Deepfunkun、マカロニック、安倍みなみ                                                  |
| 5  | 2016年12月02日 | 7,8    | 安倍みなみ、LOVERSSOUL、たきもとオーケストラ                                          |
| 6  | 2016年12月09日 | 9,10   | Sara&Mii、モイステ、QoN                                                               |
| 7  | 2016年12月16日 | 11,12  | Nakanoまる、モイステ、玉手初美                                                        |
| 8  | 2016年12月23日 | 13,14  | DALEN、玉手初美、春ねむり                                                             |
| 9  | 2017年1月6日   | 15,16  | ワタナベタカシ、Someday's Gone、NOWEATHER                                             |
| 10 | 2017年1月13日  | 17,18  | NOWEATHER、The Folkees、PANIC in the BOX                                              |
| 11 | 2017年1月20日  | 19,20  | マカロニック、詩子、悠那                                                              |
| 12 | 2017年1月27日  | 21,22  | 詩子、ぽわん、リフの惑星                                                              |
| 13 | 2017年2月3日   | 23,24  | ぽわん、iina、THE ZUTAZUTAZ、福田詠一郎                                               |
| 14 | 2017年2月10日  | 25,26  | THE ZUTAZUTAZ、THE STEPHANIES、The 3minutes                                           |
| 15 | 2017年2月17日  | 27,28  | フリサト、アイザック・ウシワカ、QoN                                                   |
| 16 | 2017年2月24日  | 29,30  | QoN、クウネルアソブ、TALKING HOUSE                                                    |
| 17 | 2017年3月3日   | 31,32  | 我龍、モイステ、Chartreux                                                             |
| 18 | 2017年3月10日  | 33,34  | モイステ、TSUNEI、赤丸                                                                |
| 19 | 2017年3月17日  | 35,36  | TSUNEI、ナミダロジック、UnReverse、The Mash                                           |
| 20 | 2017年3月31日  |        | 鏡トナリ、安倍みなみ、NOWEATHER、ぽわん、THE ZUTAZUTAZ、QoN、TSUNEI、(玉手初美は辞退) |

## スタッフ
- ナレーター：上杉周大（THE TON-UP MOTORS）
- 企画協力：TSUTAYA
- 企画：菅沼博道、吉田孝浩、前田博章
- 協力：SHOWROOM、日本工学院ミュージックカレッジ
- 募集協力：nana
- 制作協力：アミューズ、obrigad
- 技術協力：ALLMIX、TURNUP、オムニバス・ジャパン
- CAM：阿部謙一
- VE：吉川淳
- 美術協力：桂誉和（アックス）
- 舞台監督：重田雄二
- PAMIX：角田匤、神田友浩
- TECH：藪本優
- LIVE制作：芝竜太
- 編集：遠藤顕史
- MA：石井淳史
- 音効：本間孝男
- 構成：ビル坂恵
- AD：神谷浩太郎
- ディレクター：有田直美、森田佐知子、鵤晴美、高橋美咲
- 演出：丸谷水希
- プロデューサー：世良田光（BS-TBS)、江原里実（ダイジョブス）、前島隆昭（ダイジョブス）
- 番組制作：ダイジョブス、BS-TBS